# Mehdi Bourabia
Mehdi Bourabia, né le 7 août 1991 à Dijon en France, est un footballeur international marocain, qui évolue au poste de milieu avec Kayserispor.

## Biographie

### Carrière en club

#### Débuts et formation au Grenoble Foot
Elevé à Dijon par des parents marocains (originaires de Beni Mellal au Maroc), il commence le football dans le club de son voisinage à 6 ans. Il rejoint le Dijon FCO à 9 ans puis intègre le centre de formation du FC Sochaux-Montbéliard pour 2 saisons entre 2005 et 2007. En 2006 il fait partie de la sélection des 14 ans de la Ligue de Franche-Comté. Il retourne finir sa formation à Dijon jusqu’à ses 18 ans avant de rejoindre le Grenoble Foot 38 pour 2 saisons entre 2009 et 2011. Il joue son premier match professionnel à l'âge de 18 ans, le 7 novembre 2009 dans un match de Ligue 1 face à l'AS Monaco. Il joue seulement 2 matchs dans la saison 2009-10, avant de se voir relégué en Ligue 2 pour la saison 2010-11, saison durant laquelle il joue 10 matchs en marquant un but sous les ordres de Mehmed Baždarević, jusqu'à qu'il soit libre de tout contrat en 2011. 
Il reste sans club pendant deux années entre 2011 et 2013 durant lesquelles il lutte contre une pubalgie tenace, avant que Rudi Garcia l'entraîneur du LOSC Lille, passé par le banc de Dijon FCO entre 2002 et 2007, ne lui tende la main pour entamer sa réathlétisation. Mehdi Bourabia évolue durant la saison 2013-2014 dans l'équipe réserve du LOSC Lille, jouant 18 matchs en marquant 2 buts dans le niveau anciennement appelé CFA.

#### Départ en Bulgarie
De nouveau libre de tout contrat, il est transféré gratuitement pour une demi-saison dans le club du Lokomotiv Plovdiv en février 2015 dans le championnat bulgare qui marque un tournant de sa carrière. Il joue 15 matchs et marque 2 buts dans le plus haut niveau en Bulgarie. 
En fin de saison 2015-2016, il est repéré par un autre club bulgare, notamment le Cherno More Varna qui le recrute en juillet 2016 pour une durée de deux saisons. Il y dispute notamment ses premiers matchs européens en qualification pour la Ligue Europa. 
Le 12 août 2016, il marque le seul but du match face au Ludogorets Razgrad dans la finale de supercoupe bulgare et remporte son premier trophée majeur. Auteur  d’une belle autre demi-saison avec 4 buts inscrits en 22 matchs, il est dans le viseur de plusieurs clubs bulgares et turcs durant le
Mercarto hivernal . 
Il finit par s'engager à nouveau 3 saisons dans un club majeur du championnat bulgare, notamment le PFC Levski Sofia qui débourse un montant de 100 000 € pour le jeune franco-marocain. Mehdi Bourabia gagne la confiance de ses entraîneurs et joue souvent lors de ses 18 mois au club. Il y dispute un total de 42 matchs avec le club bulgare pour 2 buts.

#### A la découverte du championnat turc
Le 22 juin 2017, il est transféré pour un montant de 500 000 € vers Konyaspor en Süper Lig,il s’y engage pour 3 saisons. Le joueur se révèle en Turquie en réalisant ses meilleures performances en club depuis le début de sa carrière. Il marque 2 buts et délivre 3 passes décisives en 39 matchs. Sa valeur est augmentée grâce à la forme qu’il démontre notamment lors de son parcours en phase de groupes de Ligue Europa (6 matchs joués).

#### Direction l'US Sassuolo
Le 17 juillet 2018, il est transféré pour 2,5 millions d’euros et s'engage 3 saisons avec le club de l'US Sassuolo en Serie A. Sous les ordres de Roberto De Zerbi il prend une autre dimension en disputant 34 matchs et devient un joueur majeur de l’equipe au point d’attirer l’attention de grands clubs européens. Le 12 mai 2019 il inscrit son premier but en Serie A face au Torino.

### Carrière internationale
Après des prestations remarquables avec l'US Sassuolo en Serie A, l'entraîneur français Hervé Renard décide de convoquer le franco-marocain pour la double confrontation des Lions de l'Atlas face aux Comores dans le cadre des qualifications à la CAN 2019. À l'occasion du match retour, le 16 octobre 2018 aux Comores, le sélectionneur fait entrer Bourabia à la 67e minute pour sa première entrée en jeu en sélection.

## Palmarès

### Club
Cherno More Varna
- Supercoupe de Bulgarie
  - Champion en 2015

 Konyaspor
- Supercoupe de Turquie
  - Champion en 2017